# Bunești-Averești
Bunești-Averești là một xã thuộc hạt Vaslui, România. Dân số thời điểm năm 2002 là 3086 người.